# 下灣遺址
下灣遺址位於四川省攀枝花市仁和區，文物遺址年代判定為新石器時代。2012年7月16日公佈為第八批四川省文物保護單位。
下灣遺址位於四川省攀枝花市仁和區同德鎮大河與蔑籮河交匯處的二級臺地上，東西長約50公尺，南北寬20公尺，面積約1000平方公尺。遺址於1987年第二次全國文物普查時發現。遺址分佈在西北向東南成10度左右傾斜的緩坡耕地之上，因農耕和農民修房而出土一批石器，計有石斧、石刀、石鑿、石錛等，還有一批陶器殘片出土。石器中除了有大量的製成品外，尚有一些半成品和粗胚。因此，有關專家認為，該遺址地處兩條小河之間，取石製成石器比較方便，可能是新石器時代一處製作石器的工場遺址。該遺址是目前攀西地區保存較好，面積較大，文化層最厚、最清晰，包含物最為豐富的新石器人類活動遺址，具有較高的學術研究價值。2004年，下灣遺址被攀枝花市仁和區人民政府公佈為區級文物保護單位
。